# Testamento de Pedro, o Grande
O Testamento de Pedro, o Grande é uma falsificação e mistificação política e de propaganda imperial de Napoleão Bonaparte após o fracasso da Campanha da Rússia (1812).
O panfleto foi publicado em grande número em Paris no final de 1812, com a ambição de mostrar uma vontade imaginária de Pedro, o Grande, cujo objetivo final era a conquista russa da Europa.
Embora uma falsificação tenha sido comprovada em 1870, o panfleto já havia sido usado para fins de propaganda durante a Guerra da Criméia. 